# Cúmul de l'Ànec Salvatge
Messier 11 o el cúmul de l'ànec salvatge (M11, NGC 6705) és un cúmul obert visible a la constel·lació de l'Escut. Va ser descobert per Gottfried Kirch el 1681. Charles Messier el va incloure en el seu catàleg en 1764.
La seva magnitud conjunta en banda B (filtre blau) és igual a la 6,32, la seva magnitud en banda V (filtre verd) és igual a la 5,80. De la seva velocitat radial, 29,49 km/s, es dedueix que s'allunya a la Terra a més 106.160 km/h: aquesta velocitat és originada per la combinació del seu moviment orbital al voltant del nucli de la Via Làctia, a més de la velocitat pròpia del Sol i de la Terra. Situat visualment sobre la franja lluminosa de la Via Làctia, en un fons estel·lar molt ric, està format per estrelles calentes blaves i blanques, encara que no falten algunes components groguenques o ataronjades. Es tracta d'un dels cúmuls oberts més rics i compactes, que conté unes 2.900 estrelles. La seva edat estimada és de 200 milions d'anys. El nom d'ànec salvatge ve donat pel fet que les estrelles més brillants formen un triangle que podria representar un ànec volant.
És resoluble amb un petit telescopi amb 40-50 augments, entre els seus components es troben algunes estrelles variables: 
- Kustner 263: astre ataronjat pertanyent al tipus binària espectroscòpica; magnitud en banda B igual a la 12,64, magnitud en banda V igual a la 11,39, tipus espectral G8II-III.
- Kustner 488: astre groguenc pertanyent al tipus "binària espectroscòpica"; magnitud en banda B igual a la 12,30, magnitud en banda V igual a la 11,36.
- Kustner 545: astre blavós, magnitud en banda B igual a la 11,95, magnitud en banda V igual a la 12,66.

Totes elles poden ser capturades per aficionats dotats amb telescopis mitjans (150-200 mm d'obertura) equipats amb una càmera CCD.